# 근육

경상설골근 부분을 강조하여 목 근육을 표현한 그림.

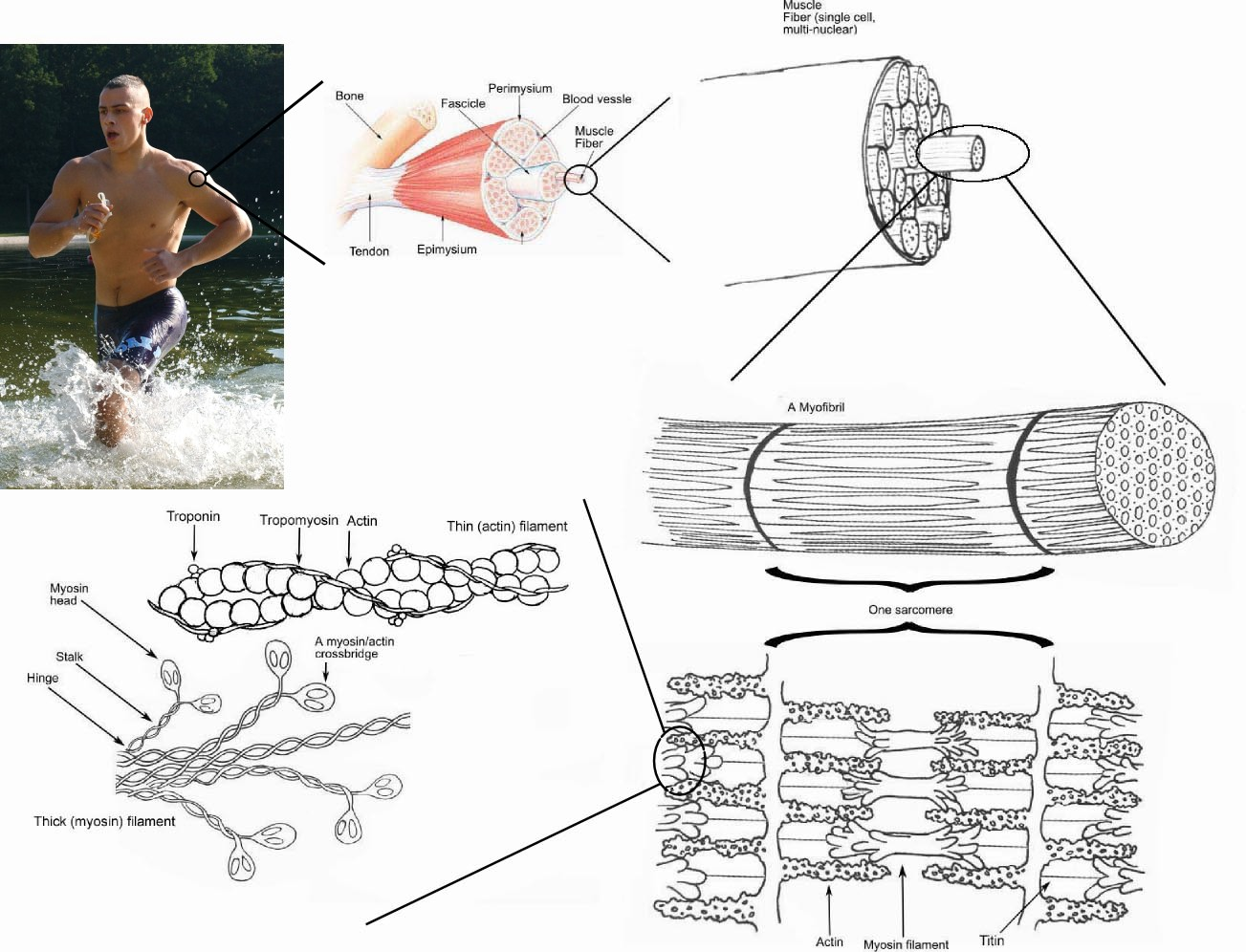
골격근에 대한 이미지.

인체의 근육.

근육(한자: 筋肉, 영어: Muscle)은 힘줄과 살을 통틀어 이르며, 동물의 운동을 맡은 기관이다. 또한 기능으로 보아 수의근인 골격근과 불수의근인 내장근이 있으며, 구조적으로는 가로무늬근과 민무늬근이 있다.
근육은 형태, 세포 신호 경로, 수축력이 변화하는 방식, 수축양상(주기적 또는 차등적), 근육의 기능에서 신경계가 수행하는 역할 등을 기준으로 골격근(Skeletal Muscle), 심근(Cardiac Muscle), 평활근(Smooth Muscle) 세가지 유형으로 나뉜다.
또한 가로무늬근 섬유는 한 개마다 약간의 결합 조직 섬유에 둘러싸여 있으며, 이것이 모여 작은 다발을 이루고 이것이 몇 개 모이면 중간 정도의 다발이 된다. 그 다발이 더 많이 모여 하나의 근육이 된다. 근섬유를 이와 같이 묶는 결합 조직은 근육 양쪽 끝에서 변형되어 힘줄 조직이 되며, 힘줄이라는 구조를 형성한다. 긴 힘줄이 뼈에 접해 있는 곳은 마찰이 경감되기 때문에 속에 활액을 함유하는 건초라는 주머니에 싸여 있다. 힘줄은 그 대부분이 골막으로 끝나는데, 일부 섬유는 뼈 내부까지 침입한다.

## 구조에 따른 분류
근조직은 내부에 수축·이완을 위한 특수한 단백 구조를 발달시키고 있는 세포로 이루어진 조직이다. 민무늬근·가로무늬근·심근의 세 종류가 있다. 민무늬근과 가로무늬근에는 지배 신경이 있어 이 신경에 자극을 받아 비로소 수축을 일으킨다. 반면 심근에는 자동성이 있다.
민무늬근은 성인이 되어서도 신생·증가하는 경우가 있으나, 가로무늬근과 심근은 신생과 재생이 되지 않으며 파괴되면 결합 조직으로 바뀐다.

### 가로무늬근

#### 구조
가로무늬근(또는 횡문근(橫紋筋)) 섬유를 현미경으로 관찰하면, 밝게 보이는 명대와 어둡게 보이는 암대가 번갈아 배열되어 있기에 '가로무늬근'이라고 한다. 이들은 다핵 세포로, 주로 척추동물의 뼈에 붙어 뼈를 움직이므로 '골격근'이라고도 하며, 또 의지대로 수축시킬 수 있기 때문에 '맘대로근(수의근)'이라고도 한다. 무척추동물인 곤충류·갑각류의 외골격에 붙어 운동을 지배하고 있는 근육도 가로무늬근이다. 근육은 근막이라고 하는 결합 조직의 막에 의해 많은 근섬유가 싸여 있는 구조로 되어 있다. 그 근섬유는 그물 모양의 섬유가 격벽 모양으로 되어 많은 다발로 나뉜다. 근육의 양쪽 끝에는 콜라겐 섬유로 된 힘줄이 있는데, 이것에 의해 근육이 뼈에 붙어 있다.

#### 미세 구조
근육 다발 중 한 가닥의 근 섬유(근세포)는 굵기 20~100μm의 가느다란 세포이다. 각 근섬유의 바깥쪽은 얇은 탄력성 막인 근섬유막(근섬유초)으로 싸이고, 내부의 세포질은 근질이라고 하는 반유동성 물질과 근원 섬유로 되어 있다. 근원 섬유는 근세포의 원형질에서 분화한 것으로, 광학적 성질이 다른 A대와 I대로 구별되는데, 전자는 암대, 후자는 명대라고 불린다. 한편 근원 섬유는 더 가는 몇 가닥의 근 필라멘트로 이루어져 있는데, 이것은 다시 액틴과 미오신이라고 하는 수축성 단백질 섬유로 구성되어 있다. 근원 섬유와 근원 섬유 사이는 근질이라고 하는 겔 모양의 원형질로 채워져 있어, 여기에서 근수축을 위한 에너지가 생산된다.

#### 근육의 흥분과 수축
근육에 자극을 가하면 먼저 근섬유 막에 흥분이 생긴다. 즉, 운동 신경의 말단이 근섬유와 접하는 부위를 '신경근 접합부'라고 하고, 특히 이 부위의 근섬유막을 '운동 종판'이라고 하는데, 근육에 자극을 가하면 운동 뉴런의 말단에서 아세틸콜린이 분비되어 운동 종판의 이온에 대한 투과성이 증가되므로 활동 전류가 발생한다. 척추동물의 가로무늬근에서는 흥분이 근섬유막에서 근원 섬유로 전해져 근육의 수축이 일어난다. 근육의 흥분과 수축의 기작은 최근에 와서야 해명되고 있다. 헉슬리 등은 도마뱀이나 개구리 등의 근원 섬유를 둘러싼 내부 원형질의 망상 구조가 흥분과 수축의 과정에 중요한 역할을 하고 있다고 말하고 있다.

#### 근수축에 필요한 에너지
센트 죄르니는 근육을 50% 글리세롤에 담가 수축계는 파괴하지 않고 세포막만 선택적으로 파괴하는 방법을 생각해냈다. 이와 같은 표본을 '글리세롤근'이라 하는데, 근수축계의 표본으로 종종 쓰이고 있다. 이 글리세롤근에 ATP를 가하면, 근육 수축이 일어나는데 이것으로 보아 근수축의 에너지원은 ATP이고 ATP와 근세포 안에 있는 수축성 단백질과의 반응이 근수축을 일으키는 것으로 볼 수 있다. 근육 안에는 ATP 외에 크레아틴인산이라는 고에너지 인산 화합물이 있다. 이것은 직접 근육을 수축시키는 ATP 에너지의 저장 물질로서, 로망(1934년)에 의해 확인되었다(로망 반응). 한편, 크레아틴인산이 척추동물의 근육 조직에서 발견되는 데 비해, 대개의 무척추동물 근육에서는 이를 대신하는 아르기닌인산이 있어서 크레아틴인산과 같은 작용을 하고 있다.

### 민무늬근(평활근)
가로무늬가 없는 근육을 통틀어 '민무늬근'이라고 하는데, 척추동물의 위나 장 등의 내장 운동에 관계하기 때문에 '내장근'이라고도 한다. 또, 의지와는 상관없이 운동이 진행되므로 '제대로근(불수의근)'이라고도 한다. 골격근과 심장근은 세포 안에 가로무늬가 있는 데 반해, 민무늬근에서는 그 구조를 볼 수 없다. 근세포는 긴 방추형이며, 핵은 세포에 1개씩 있다. 민무늬근은 척추동물의 식도 아랫부분에서 장에 이르기까지 소화관 벽이나 요관, 방광 등의 비뇨기관 혈관, 기관 등에서 볼 수 있다.

### 심장근

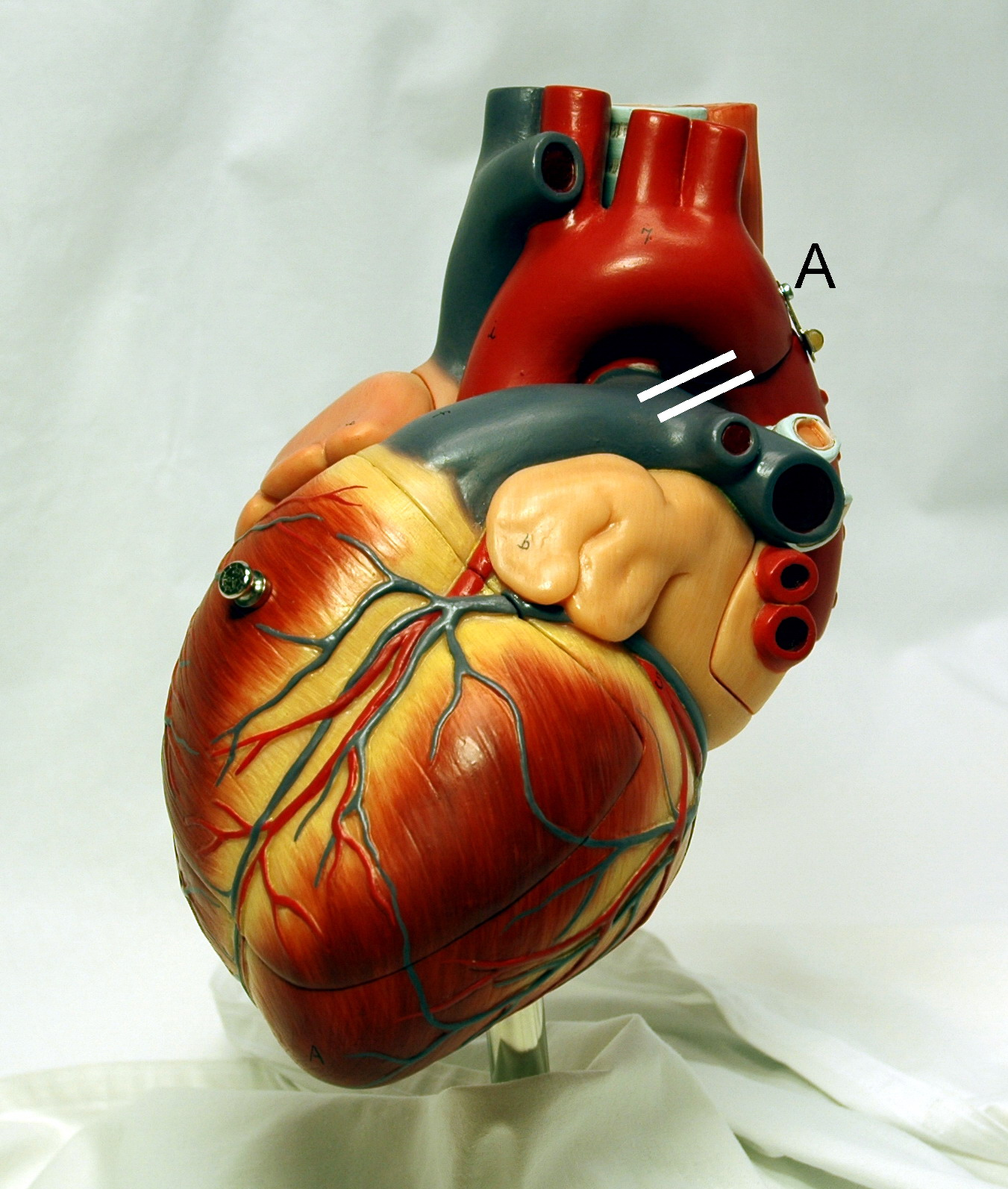
심장 모형

심장에서만 볼 수 있는 근세포로 이루어진 조직이다. 가로무늬근을 가진 근원 섬유가 존재하는 것은 가로무늬근과 같지만 길이가 짧고, 양끝은 인접 세포와 연결되어 있다. 척추동물의 심장근은 내장근인데, 골격근과 같이 가로무늬가 있으며, 또 근섬유도 골격근과 같은 형태를 가지고 있다. 그러나 근섬유가 갈라져 서로 연결되고 있는 곳은 골격근과 다르다.
신경의 자극이 없어도 자동적으로 수축·이완을 반복한다. 또 수축하고 있을 때, 다른 수축을 일으키는 자극에도 반응하지 않는다. 따라서 골격근에서 볼 수 있는 강직이 일어나지 않는다. 그렇기 때문에 심장에 분포하는 모든 신경을 절단해도 심장의 수축 활동에는 아무런 지장이 없다. 다만 필요에 따라 템포를 빠르게 하거나 늦게 하는 조절은 안 된다. 이는 심장을 주기적으로 수축시켜 혈액을 동맥으로 보내기 위한 중요한 특성이다.

## 구조에 의한 분류

### 골격근
대부분의 가로무늬근은 양끝이 뼈로 끝나기 때문에 골격근이라고 하는데, 안면근이나 외설근(外舌筋)처럼 한쪽이 피하 조직으로 끝나 있는 경우나 내(內)설근처럼 양끝이 모두 결합 조직에 붙어 있는 것도 있다. 근육의 양끝은 근두(筋頭)·근미(筋尾)라고 한다. 그 근육이 수축했을 때 위치가 좀 더 크게 이동하는 것을 근미라고 하며, 근미에 붙어 있는 부분을 정지(停止)라고 한다. 위치 이동이 적고 고정점을 이루는 것으로 간주되는 것을 근두, 그 부착 부분을 기시(起始)라고 한다. 근두와 근미 사이가 근복(筋腹)이다. 근두가 한 개뿐인 근육을 단두근이라 한다. 두 개 이상 있을 때는 다두근이라 하며, 상완 이두근·대퇴 이두근·상완 삼두근·하완 삼두근·대퇴 사두근 등 강한 힘을 발휘하는 근육에 많다. 모두 근미는 원칙적으로 한 개, 정지도 한 곳이다. 근복 중간이 힘줄에 의해 중단되어 있을 때는 다복근이라 한다. 여기에는 악(顎)이복근·견갑 설골근·복직근 등이 있다. 이 중간에 있는 힘줄 부분은 인접하는 결합 조직과 다소나마 유착되어 있어 중간적인 지점으로 작용한다. 근두 또는 근미의 주향(走向)이 결합 조직이나 뼈의 홈 등에 의해 크게 바뀌는 경우가 있다. 이와 같은 구조는 때로 활차라고도 한다. 눈의 상사근(근두), 상완 이두근의 장두, 대퇴 사두근(근미)·장비골근(근미) 등에 볼 수 있으며, 모두 45도 또는 그 이상 방향이 바뀐다. 대퇴 사두근 근미의 힘줄 표면에는 뼈(슬개골)가 유착되어 있어 무릎을 구부렸을 때 힘줄이 홈에서 떨어지지 않도록 한다.

### 근육과 관절
근육이 단 하나의 관절만을 접하고 있을 때를 단관절근이라 한다. 이 같은 근육은 한 가지 운동밖에 일어나지 않는다. 그 관절을 매개로 연결하는 두 개의 뼈가 관절의 구조에 의해 한정되는 운동만을 한다. 근육이 두 개 이상 관절과 접하고 있을 때는 다관절근이라 한다. 이 같은 근육은 접하는 각 관절이 다른 근육의 수축 상태에 의해 어느 정도 고정 또는 가동 상태에 있는지에 따라 일어나는 운동이 다르다. 예를 들어 어깨 관절과 팔꿈치 관절에 접하는 상완 이두근이 수축했을 때 어깨 관절이 다른 근육에 의해 고정되어 있으면 팔꿈치를 구부리는 운동이 일어난다. 그러나 팔꿈치 관절이 고정되어 있으면 상지 전체를 올리는 운동이 일어난다. 손가락 끝에 붙어 있는 신근(伸筋)이나 굴근(屈筋)은 약 7개의 관절에 접해 있다. 따라서 이들 근육이 수축했을 때 일어나는 운동은 이들 많은 관절이 어떤 상태에 놓여 있는지에 의해 다른 성격의 근육이 된다. 손가락 끝에서 복잡 미묘한 운동이 가능한 것은 이와 같은 근육이 존재하기 때문이다.

### 대항근
서로 정반대 운동을 일으키는 근육을 대항근(對抗筋) 또는 길항근이라 한다. 이에 대해 같은 종류의 운동을 일으키는 근육을 협력근이라 한다. 가장 기본적인 대항근은 신근과 굴근이다. 팔꿈치나 무릎, 손목이나 손가락을 구부리는 것은 굴근, 이들을 뻗치는 것이 신근이다. 또 동체나 머리를 앞으로 숙이거나 뒤로 젖히는 운동도 굴곡·신장이며, 여기에도 대항근이 존재한다. 상지·하지 모두 신근군(群)과 굴근군(群)은 결합 조직의 막으로 구획되어 있으며, 다른 신경의 지배를 받고 있다. 이들 대항근에는 한쪽이 수축할 때는 다른쪽이 이완하는 식으로 각각의 지배 신경 사이에 조정하는 역할이 있어 거기에 따라 운동의 정도나 강약이 정해진다. 또 양쪽 근육이 동시에 수축하면 운동은 일어나지 않고, 관절은 고정된다.

## 무척추동물의 근육

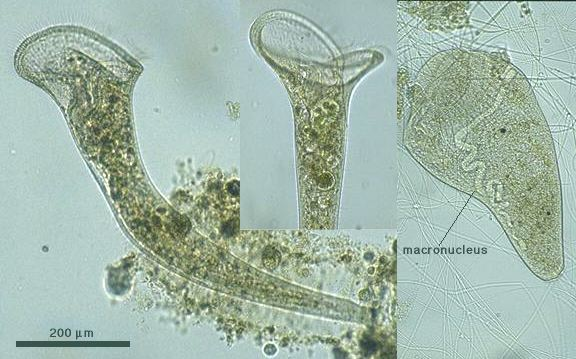
나팔벌레

수많은 다세포 동물은 골격이 없어도 근육을 가지고 있다. 예를 들어, 하등의 환형동물인 지렁이는 체벽이 두 쌍의 근육으로 구성되어 있다. 즉 한 쌍은 몸을 따라 세로로 달리는 종주근이고, 다른 한 쌍은 몸을 에워싸고 있는 환상근이다. 환상근이 수축하여 종주근이 늘어날 때에는 몸이 길어지고, 종주근이 수축하여 환상근이 늘어나면 몸이 오므라든다. 지렁이는 이와 같이 종주근과 환상근을 이용하여 운동을 한다.
한편, 근육 조직이 없는 하등 동물에는 근육과 비슷한 수축을 하는 장치가 갖추어져 있다. 이것은 원시적인 원생동물에서 많이 볼 수 있다. 예를 들면, 섬모충류에 속하는 나팔벌레는 외부로부터 자극이 가해지면, 몸을 수축시켜 그 몸길이를 바꾼다. 종벌레도 자극이 가해지면, 그 자루 부분이 나선 모양으로 수축된다. 여기에는 둘다 원형질 안에 미오넴이라고 하는, 근육과 흡사한 섬유 모양으로 분화된 기구가 들어 있다. 종벌레의 자루 부분은 두 종류의 층으로 나뉘어 있는데, 그 안쪽은 키노플라즈마로 이루어져 있다. 이 키노플라즈마는 수축성이 있으므로, 이 부분이 파괴되면 자루 부분의 수축 운동은 일어나지 않는다. 또 강장동물인 히드라나 말미잘 등은 근육 상피세포가 체벽 안에 산재하고 있어, 그 섬유 모양으로 분화하고 있는 원형질의 일부가 수축하여 체벽의 운동이 일어난다.

### 갑각류의 근육
갑각강의 동물들인 갑각류는 단일 근섬유가 한쪽은 흥분성, 또 한쪽은 억제성인 두 종류의 신경과 연결되어 있다. 억제성 신경에 의해 근섬유가 자극을 받았을 때는, 흥분성 신경으로부터 자극이 전달되어도 근육 섬유의 수축은 일어나지 않는다. 게의 집게발에는 폐협근과 개협근이라는 두 종류의 근육이 있어서, 폐협근이 자극을 받으면 동시에 개협근이 억제되는 아주 편리한 구조로 되어 있다. 또, 집게발의 근육은 한 쌍의 억제성 신경과 두 쌍의 흥분성 신경에 의해 지배되고 있다. 흥분성 신경은 양쪽이 구별되어 근육과 연결되어 있다.

### 곤충의 근육
무척추동물 중에서도 특히 곤충의 날개를 움직이는 근육은 다른 척추동물의 가로무늬근에 비해 매우 특징적이다. 근육의 수축 시간에 있어서, 거북의 가슴 근육은 1.8초, 박쥐의 날개 근육은 0.5초, 사람의 다리 근육은 0.18초이다. 이에 비해, 곤충류인 집파리 날개의 근육 수축 시간은 0.003초로 대단히 짧다. 이와 같이 곤충은 날개를 움직일 때의 근육 수축 시간이 짧으므로 날개를 빠르게 움직일 수 있다. 모기의 날갯짓은 매초 600회를 넘는다. 그런데 비상근(飛翔筋)에 대한 신경 자극의 빈도는 날개를 움직이는 횟수보다 훨씬 낮다. 예를 들면, 3 ~ 4회의 날갯짓 사이에 날개의 근육으로 전달되는 신경 자극의 횟수는 1회 밖에 안 된다. 이처럼 언뜻 보기에 생리학적으로는 불가능한 것 같은 곤충의 날갯짓은, 비상근과 그것을 지탱하고 있는 외골격의 공동 작용에 의해 가능한 것이다

## 생체의 근육 조절 메커니즘
근육을 너무 많이 사용하여 피로를 느끼면 젖산이 분비된다. 이 젖산이 쌓이면 쥐가 나기도 한다.
근육은 미오신과 액틴(Actin) 필라멘트으로 이루어져 있으며 근육의 운동에는 칼슘 채널이 있어 근육의 운동을 조절한다.

## 같이 보기
- 위키미디어 공용에 근육 관련 미디어 분류가 있습니다.
- 위키낱말사전에 근육 관련 글이 있습니다.
- 근수축
- 보디빌딩
- 근육계통
- 인체 골격근 목록